# 耶鲁戏剧学院
耶鲁戏剧学院（英語：Yale School of Drama）位于美国康涅狄格州的纽黑文市。

## 历史

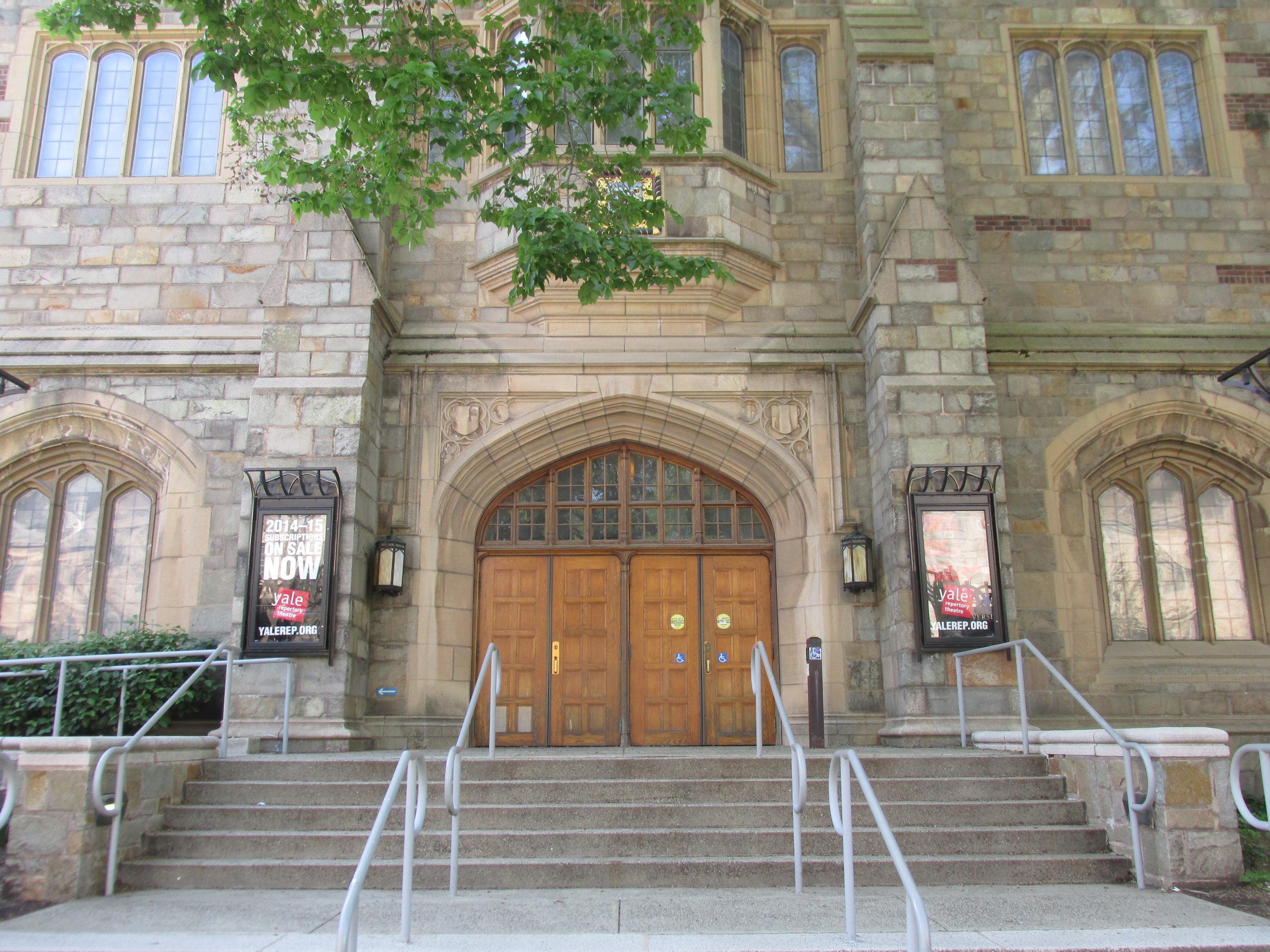
大学剧院

前身可以追溯至1900年成立的耶鲁戏剧协会，它是美国第二古老的大学戏剧协会。1924年耶鲁大学创建美术学院戏剧系。
1955年耶鲁大学计划创建一个单独学院，这在常春藤盟校中尚属首例。

## 校友
- 鍾景輝：香港导演
- 黎锦扬：美国华人作家
- 李升熙：韩裔美国演员